# Мостел, Зеро
Зеро Мостел (англ. Zero Mostel; 28 февраля 1915, Нью-Йорк, США — 8 сентября 1977, Филадельфия, Пенсильвания, США) — американский актёр театра и кино, наиболее известный как исполнитель ролей комедийного плана, таких как Тевье в мюзикле «Скрипач на крыше», Псевдол в мюзикле и фильме «Забавная история, случившаяся по дороге на форум» и Макс Бялысток в фильме Мела Брукса «Продюсеры». В начале 1950-х годов был внесён в «Чёрный список Голливуда», а связанный с этим допрос Мостела Комиссией по расследованию антиамериканской деятельности стал одним из самых заметных событий времён маккартизма. Лауреат театральных премий «Тони», Obie и «Драма Деск», а также номинант на кинонаграды «Золотой глобус» и BAFTA.

## Ранние годы
Мостел родился в семье восточноевропейского еврея Израиля Мостела и Цины «Селии» Друхс, тоже еврейки, родившейся на территории современной Польши и выросшей в Вене. Оба иммигрировали в Соединённые Штаты Америки, но в разное время: Израиль в 1898 году, а Цина в 1908 году, где встретились и поженились. Они воспитывали восьмерых детей (первые четверо — от первого брака Израиля). Самуил, позже известный как Зеро, был седьмым ребёнком в семье.
Первоначально семейство Мостелов жило в районе Бруклина Браунсвилл, но позже переехало в Мудус, штат Коннектикут, купив там ферму. Основной доход они получали с изготовления вина, также они занимались забоем скота, но дела шли не очень хорошо. Когда, как говорил сам Зеро Мостел, «непоколебимый президент банка со свирепыми усами и длинным бичом» отказал в ипотеке на ферму, им пришлось вернуться в Нью-Йорк и поселиться в Нижнем Ист-Сайде на Манхэттене, где Самуил учился в государственной школе, а его отец работал в качестве химика, работая над винами. Хотя они жили и не в бедности, семье пришлось на многом экономить. Близкие родственники Мостела описывали маленького Зеро как общительного и жизнерадостного ребёнка с чувством юмора. Он демонстрировал настолько высокий интеллект и острое мышление, что отец увидел в нём задатки хорошего раввина и хотел избрать для сына именно такой путь, однако Мостел предпочёл заняться искусством, страсть к которому сохранил на всю жизнь. По словам Роджера Баттерфилда, мать ради его культурного обогащения сделала для мальчика бархатный костюм и отправить его в Метрополитен-музей копировать картины. Любимой картиной Мостела была работа Джона Уайта Александера Study for Woman in Black and Green, которую он копировал каждый день, вызывая восхищение у посетителей галереи.
Ещё в юном возрасте он развил двойственность характера, которой спустя много лет он сбивал с толку многих критиков: когда Мостел был один, то был прилежным и тихим, но при заинтересованности им публики он чувствовал, что должен быть в центре внимания, которого добивался через юмор. Владел английским, идишем, итальянским и немецким языками, что помогло ему найти аудиторию среди многих этнических групп Нью-Йорка.
Он учился в государственной школе № 188, где был отличником (Мостел в конце жизни противоречил себе, утверждая, что получил своё прозвище Зеро (ноль) как раз из-за низкой успеваемости). Профессионально обучался рисованию в The Educational Alliance. Окончил среднюю школу Seward Park High, в чьём ежегоднике о Зеро было написано: «Будущий Рембрандт … или, возможно, комик?».
Мостел продолжил обучение в нью-йоркском Сити-колледже. Был в команде по плаванию и в Корпусе подготовки офицеров запаса, а также выступал в роли клоуна. Поскольку только на начальных курсах были уроки, связанные с искусством, Мостел учился на них по несколько раз, чтобы иметь возможность рисовать и получить опыт и знания. В это время он перебивался случайными заработками и окончил колледж в 1935 году со степенью бакалавра. Чтобы продолжить изучение творчества, он поступил на магистратуру, а также присоединился к Public Works of Art Project (PWAP), платившему Мостелу стипендию для обучения искусству.
Часть долгов перед PWAP Мостел решил отдать через лекции в музеях Нью-Йорка. Рассказывая об искусстве, он не смог подавить свою комическую натуру, вследствие чего его доклады были отмечены низкой информативностью, но высоким качеством юмора. После этих занятий он стал достаточно известен, его начали приглашать на вечеринки и другие общественные мероприятия, платя от трёх до пяти долларов за выступление.

## Карьера

### Ранний комический опыт
В 1941 году ночной клуб в центре Манхэттена Café Society предложил Мостелу стать профессиональным комиком и постоянное место для концертов. Мостел согласился и за несколько месяцев стал главной звездой этого заведения. Именно там он взял своё сценическое имя Зеро. Пресс-секретарь Café Society убедил его принять этот сценический псевдоним, надеясь, что зрителей будет привлекать комментарий: «Вот человек, который сделал хоть что-то из ничего». В итоге в 27 лет Мостелу пришлось отказаться от выступлений в качестве комика, чтобы начать карьеру в шоу-бизнесе.

### Рост популярности
Карьерный рост Мостела после поступления на работу в клуб был весьма заметным. В 1942 году его зарплата выросла с 40 до 450 долларов в неделю; он начал появляться на радиошоу, сыграл в двух бродвейских шоу (Keep Them Laughing, Top-Notchers), играл в Paramount Theatre и появлялся в фильме MGM «Дюбарри была дамой». Он также делал миниатюры в Еврейском театре на идише, стиль которого повлиял и на его манеру выступлений. В 1943 году журнал Life назвал его «почти самым смешным американцем из ныне живущих».
В марте 1943 года Мостел был призван в армию. Его срок службы трудно определить, так как существуют противоречивые сведения: одни говорят, что он был списан в запас через шесть месяцев из-за колита, другие — что он служил до конца войны, но известно, что он вплоть до 1945 года давал бесплатные концерты в рамках Объединённой организации обслуживания вооружённых сил.
После ухода из армии его карьера вновь пошла вверх. Он появился в ряде постановок пьес, мюзиклов, опер и в фильмах. В 1946 году он даже сделал попытку стать певцом, исполнив роль в мюзикле «Праздник нищего», но его выступление осталось незамеченным. Критики видели в нём универсального исполнителя, способного хорошо играть как в пьесах Мольера, так и на сцене ночного клуба.
Росту его популярности способствовала и работа на телевидении. В 1948 году на канале WABD-TV у него появилось своё шоу, названное Off The Record, его соведущим был комик Джои Фэй. О телешоу журналом Life был сделан размещённый в номере за октябрь-ноябрь того же года репортаж с иллюстрациями из телепередачи, позже Мостел отправил в редакцию издания письмо с благодарностью за бесплатную рекламу программы (опубликовано в декабре 1948 года). В октябре 1948 года журнал Billboard написал о конфликте между продюсером шоу и руководством канала из-за непредоставления последним зрителей в студию передачи, когда Мостел показывает свои номера. Примерно в то же время Зеро запустил шоу на канале WPIX под названием Channel Zero. Зеро также появился 11 мая 1949 года в шоу Эда Салливана «Местная знаменитость».
Политические пристрастия Мостела вызвали интерес ФБР. Согласно составленному на него досье, он был замечен на собраниях коммунистов в 1941 году и принимал активное участие в движении Эрла Браудера.

### Включение в «Чёрный список»
Мостел не возвращался в кино до 1950 года, появившись в фильме киностудии 20th Century Fox «Паника на улицах», снявшись там по просьбе режиссёра Элиа Казана. Казан описывает свои отношения и чувства в тот период, когда, по словам биографа Артура Сейнера, «MGM включила в свой чёрный список Мостела прежде, чем начались дни главного „Чёрного списка“».

Каждый режиссёр имеет своего любимчика, … моим любимчиком в то время был Зеро Мостел. Я подумал, что он необыкновенный художник и прекрасный собеседник, один из самых смешных и самых оригинальных людей, которых я когда-либо встречал… Я постоянно искал его общества… Он был одним из трёх людей, которым я помог с работой во время «чёрного списка». В течение длительного времени Зеро не мог получить работу в кино, но я дал ему роль в своём фильме.
— 
Мостел в 1951 году сыграл в пяти фильмах, после чего попал в «Чёрный список» и не появлялся на экранах до 1959 года. Его популярность росла, критики писали прекрасные обзоры на его работы, но его карьера пришла в упадок к середине 1950-х годов. В чёрный список включали многих его друзей и коллег по шоу-бизнесу, их заставляли называть имена предполагаемых коммунистов и неудивительно, что среди них было и имя Мостела. 29 января 1952 года Мартин Беркли на допросе в Комиссией по расследованию антиамериканской деятельности назвал его членом Коммунистической партии (всего Беркли назвал 160 человек — больше, чем какой-либо другой свидетель). Этого было достаточно, чтобы поставить крест на карьере Мостела даже раньше, чем он был вызван на допрос, которой произошёл 14 августа 1955 года.
Комитет заседал под председательством своего руководителя Клайда Дойла. Мостел защищал себя сам, так как не мог позволить себе услуги адвоката. Присутствовавший на разбирательстве Фрэнк Уилкинсон вспоминал это событие так:

«Началось с того, что адвокат комиссии сразу начал атаковать: „Мистер Мостел, вы не коммунист?“ Зеро соскочил из своего кресла и кинулся к столу адвоката, сбив микрофоны на пол и, схватив за горло адвоката, закричал: „Этот человек назвал меня коммунистом! Уберите его отсюда! Он спросил меня, являюсь ли я коммунистом! Выведите его вон!“
Комитет сотрясался от смеха. Они были в восторге. Здесь Зеро Мостел вёл себя как на сцене, как на частной вечеринке. Зеро продолжал играть с ними, по крайней мере двадцать минут, отвечая на каждый их вопрос, зачитывая каждому поправки из Билля о правах.
В конце концов юристы комиссии осторожно сказали: „Мистер Мостел, мы все знаем эти поправки. Мы просто хотим знать, Вы принимаете или нет Пятую поправку“.
Он не спросил Зеро: „Вы не коммунист?“. Он спросил: „Вы принимаете Пятую поправку?“ Они хотели, чтобы он сказал „Да“. Через десять минут споров Зеро сказал: „Да, я принимаю Пятую поправку“.
В этот момент слушания были остановлены. Парень из PR-службы комитета открывает двери зала заседания. Репортёрам он не сказал ни слова, а просто держал пять пальцев, после чего журналисты ушли в свои отели. На следующее утро в газетах появились заголовки типа „Зеро Мостел принимает Пятую поправку на заседании комиссии“.»
— Из книги Роберта Шеррилла First Amendment Felon: The Story of Frank Wilkinson, His 132,000-Page FBI File, and His Epic Fight for Civil Rights and Liberties
Таким образом Мостел отказался от обязанности называть какие-либо имена комиссии через отказ отвечать на любой вопрос, какой ему могли задать (прямой отказ назвать имена позволил бы комиссии квалифицировать его действия как неуважение к суду). Его показания вызвали восхищение у включённых в чёрный список. Кроме того, из-за этого он также столкнулся с комитетом по идеологическим вопросам, что было довольно редким явлением. Среди прочего, он упомянул киностудию «Двадцатый Век Фокс» как «Восемнадцатый Век Фокс» (из-за их сотрудничества с комиссией), и манипулировал членами комитета, чтобы выставить их глупцами перед публикой.
Попав в «Чёрный список» и потеряв возможность много зарабатывать, он и его семья в 1950-х годах были вынуждены урезать расходы. Однако Мостел использовал это время для работы в своей мастерской. Позже он скажет, что эти годы нравились ему тем, что позволили ему заниматься тем, что он любил больше всего. Допрос Мостела комиссией использован в пьесе Эрика Бентли Are You Now or Have You Ever Been…?

### «Улисс в ночном городе» и возрождение карьеры
В 1957 году нью-йоркский театральный агент Тоби Коул, который выступал против чёрных списков, связался с Мостелом и предложил представлять его интересы. Это партнёрство помогло возродить карьеру Зеро и вернуть прежнюю славу. Мостел сыграл Леопольда Блума в пьесе «Улисс в ночном городе», созданной по мотивам романа «Улисс», которым он восхищался в юности. Спектакль был поставлен в очень небольшом театре, входящем в систему офф-Бродвей, но выступление Мостела стало широко известным, получив высокую оценку критиков. В частности, Джек Кролл из Newsweek сравнил его с Лоренсом Оливье, написав: «Произошло что-то невероятное. Толстый комик по имени Зеро Мостел сыграл так, что это даже более удивительно, чем игра Оливье». Мостел получил награду Obie за лучшую небродвейскую роль за сезон 1958—1959 годов.
После такого успеха Мостел получил много предложений сыграть в классических спектаклях, особенно за рубежом. Тем не менее, творческие разногласия с режиссёрами и низкая заработная плата помешали согласиться на эти роли. К этому времени влияние чёрного списка стало уменьшаться, и в 1959 году он дважды появился на телевидении в программе «Пьеса гедели».

### 1960-е годы. Пик карьеры
13 января 1960 года при выходе из такси на пути с репетиции спектакля «Хороший суп» Мостел попал под автобус, в результате чего его нога была раздавлена. Врачи хотели ампутировать ногу, что повлекло бы за собой завершение сценической карьеры, но Мостел, несмотря на угрозу гангрены, отказался от операции, из-за чего ему пришлось провести в больнице четыре месяца. Ногу удалось спасти, но до конца жизни она причиняла Мостелу боль, поэтому ему приходилось гораздо чаще устраивать перерывы в работе и принимать ванны. Чтобы получить компенсацию за травму, он нанимает знаменитого адвоката Гарри Липсига (называвшего себя «Королём правонарушений»). Дело было урегулировано за неизвестную сумму. Вскоре после этого Мостел и его семья смогли съехать со съёмной квартиры на 86-й улице и купить апартаменты в «Дакоте». Начиная с этого времени Мостел ходил с тростью, иногда, как в Метрополитен-опера, даже на сцене.
В том же году Мостел взялся за роль Эстрагона в телефильме по пьесе Сэмюэла Беккета «В ожидании Годо». В 1961 году сыграл Жана в пьесе Эжена Ионеско «Носорог», получив за неё хвалебные рецензии критиков. Корреспондент The New Republic Роберт Брюштейн писал, что он «управляет движениями, как великий танцор, управляет голосом, как великий актёр, управляет лицом, как великий мим». Его игра в этом спектакле стала легендой, он получил свою первую премию «Тони» за лучшую мужскую роль в пьесе.
В 1962 году Мостел начал работу над ролью Псевдола в бродвейском мюзикле «Забавная история, случившаяся по дороге на форум», которая останется одной из лучших его театральных ролей. Сыграть этого персонажа изначально предложили Филу Силверсу, который отказался, заявив, что не хочет, чтобы из него делали «старого шута». Мостел изначально также отказался его играть, считая эту роль ниже своего уровня, но его переубедили жена и агент. Обзоры были отличные, да и сам спектакль имел огромный коммерческий успех, был сыгран 964 раза и закрепил за Мостелом статус звезды (за эту работу он вновь получил премию «Тони», но на сей раз за лучшую мужскую роль в мюзикле). В 1966 году он повторил образ Псевдола в экранизации мюзикла, сыграв вместе с Силверсом.
22 сентября 1964 года Мостел появился в роли Тевье в премьере мюзикла «Скрипач на крыше». Уважая творчество Шолом-Алейхема, он настаивал, чтобы в музыке было больше авторского стиля, внеся большой вклад в усовершенствование спектакля. Он также добавил хаззанскую музыку — это особо заметно в таких песнях, как If I Were Rich Man. В последующие годы актёры, исполнявшие роль Тевье, неизменно играли его в манере Мостела. Мюзикл получил восторженные отзывы и имел огромный коммерческий успех, и был сыгран 3242 раза. Мостел опять выиграл «Тони» и получил приглашение на приём в Белый дом. Благодаря визиту к президенту он окончательно потерял статус политического изгоя.
В 1968 году Мостел появился в образе светлейшего князя Потёмкина-Таврического в ленте «Екатерина Великая», и в том же году исполнил самую знаменитую свою кинороль, Макса Бялыстока, в «Продюсерах». Мостел сначала отказывался от этой работы, но режиссёр и сценарист Мел Брукс убедил его показать сценарий жене, которая после его прочтения всё же уговорила мужа сняться в этом проекте. Его игра получила смешанные отзывы (хотя Мостел и получил номинацию на премию «Золотой глобус» за лучшую мужскую роль — комедия или мюзикл), да и в прокате фильму не способствовал особый успех, но спустя много лет «Продюсеры» стали классикой.

### Последние годы
У Мостела в последние годы жизни было мало достижений в театре. Вместо выбора ролей, которые принесут ему признание критиков, или того, что он хотел делать сам, он, казалось, хотел показать свою безотказность для любой роли, за которую ему могут хорошо заплатить. В результате появился ряд фильмов, в которых он зарекомендовал себя как хороший исполнитель, но рецензии на которые были в лучшем случае смешанные. Среди них были «Ангел Левин», Once Upon a Scoundrel, «Большое ограбление банка» и Mastermind. Это привело к уменьшению его популярности.
Однако и в этот период были успешные проекты: тур с перезапуском мюзикла «Забавная история, случившаяся по дороге на форум»; экранизация пьесы «Носорог»; фильм «Подставное лицо», где он сыграл Хеки Брауна, актёра из «Чёрного списка», чья история имеет сходство с биографией самого Мостела, получив, за эту роль номинацию на премию BAFTA за лучшую мужскую роль второго плана; и возрождение спектаклей «Скрипач на крыше» и «Улисс в ночном городе». Он также участвовал в детских шоу, таких как «Улица Сезам» и «Электрическая компания» и озвучил озёрную чайку Кехаар в мультфильме «Опаснейшее путешествие». Зеро также появился в качестве приглашённой звезды во втором сезоне «Маппет-шоу», снятом летом 1977 года. Мостел стал единственным гостем в истории передачи, который умер прежде, чем выпуск с его участием был показан.

## Личная жизнь
В 1939 году Мостел женился на Кларе Сверд, переехав с ней в бруклинскую квартиру. Брак вскоре распался, потому что Клара не могла смириться с долгим отсутствием мужа, проводившего много времени с друзьями-художниками, к тому же он не мог обеспечить ей тот уровень жизни, который ей был привычен. Они расстались в 1941 году и развелись в 1944 году. Клара согласилась на развод с ним только в обмен на процент от его гонораров.
Мостел женился на Кэтрин Сесилии Харкин, хористке Chez Paree club, 2 июля 1944 года после двух лет ухаживания. Брак не был идеальным, в основном по его причине, тратившего много времени не на семью, а на репетиции и создание новых номеров. Друзьями семьи их отношения были описаны как сложные, со множеством драк, но они обожали друг друга. Они прожили вместе вплоть до его кончины. В браке родилось двое детей: в 1946 году — актёр кино Джошуа (Джош) и в 1948 году — Тобиас (Тоби).

### Смерть
В последние четыре месяца Мостел сел на диету (позже его друзья говорили, что он голодал), снизив вес со 138 до 98 килограммов. В Филадельфии шла репетиция новой пьесы Арнольда Вескера The Merchant, в которой Мостел должен был играть новую вариацию шекспировского Шейлока. Во время перерыва он упал в раздевалке и был доставлен в больницу Университета Томаса Джефферсона. У него было диагностировано нарушение дыхания и считалось, что его жизнь вне опасности. В ближайшее время его хотели выписать из госпиталя, однако 8 сентября 1977 года Мостел пожаловался на головокружение и потерял сознание. Лечащие врачи не смогли вернуть его к жизни, вечером того же дня врачи констатировали его смерть. Считается, что он умер от расслоения аорты. Вескер написал книгу The Birth of Shylock and the Death of Zero Mostel, рассказывающую о той репетиции и кончине Мостела.
Семья Мостела запретила проводить поминальную службу и отказалась от похорон. Он был кремирован, местонахождение его праха неизвестно.

## Профессиональные отношения
За время своей карьеры Мостел не раз ссорился с режиссёрами и другими актёрами. Многие называли его непочтительным человеком, сам же он называл себя гением комедии (многие критики соглашались с ним) и был нетерпим к артистам, когда те были неспособны творить. Он часто импровизировал, за что удостаивался обожания публики, но ставил других актёров в затруднительное положение (те не знали, как им дальше играть). Мостел доминировал на сцене даже тогда, когда этого не требовалось по роли. Норман Джуисон назвал этот факт в качестве причины выбора на роль Тевье не его, а Хаима Тополя в экранизации мюзикла «Скрипач на крыше». Мостел возражал на эту критику: «Есть своего рода глупости в театре относительно того, что способствует шоу. Продюсер, очевидно, даёт деньги… но актёр разве вообще ничего не вкладывает? Я нескромный парень в этих вещах. Я вношу большой вклад. И им всегда удаётся мучить меня за интерпретацию сюжета. Если не в театре, то где же ещё должно развиваться воображение? Почему спектакль должен всегда быть скучным, как дерьмо?»
Другие театральные деятели, такие как Джером Роббинс и Харольд Принс, предпочитали нанимать Мостела на короткие контракты, зная, что через некоторое время он начнёт экспериментировать со сценарием. Его буйный характер, хотя он понимал свою ответственность за спектакль, часто пугал его коллег, из-за чего Зеро не получил ряд крупных ролей.
В своей автобиографии Kiss Me Like A Stranger актёр, сценарист и режиссёр Джин Уайлдер пишет, что сначала побаивался Мостела, однако сразу после того, как они начали работать вместе, Мостел встал, подошёл к Уайлдеру и крепко поцеловал его. Уайлдер утверждает, что благодарен Мостелу за все дни их совместной работы, которые были словно уроки актёрского мастерства, и за то, что они каждый день ездили на работу вместе. Он также рассказывает историю с праздничным ужином по случаю премьеры фильма «Продюсеры»: Мостел поменял в пригласительном билете Уайлдера его место на место Дика Шона, что позволило Уайлдеру сесть за главным столом. Мостел и Уайлдер позже должны работать вместе в фильме «Носорог» и детском шоу The Electric Company. Они оставались друзьями вплоть до смерти Мостела.
Либретто Мостела для «Скрипача на крыше» хранится в нью-йоркской библиотеке The New York Library of The Performing Arts.

## Фильмография
| Год       |     | Русское название                                 | Оригинальное название                            | Роль                     |
| --------- | --- | ------------------------------------------------ | ------------------------------------------------ | ------------------------ |
| 1943      | ф   | Дюбарри была дамой                               | Du Barry Was a Lady                              | Свами Рами / Талиостра   |
| 1948      | с   | —                                                | Off the Record                                   | н/д                      |
| 1949      | с   | —                                                | The Ford Theatre Hour                            | Банджо                   |
| 1950      | ф   | Паника на улицах                                 | Panic in the Streets                             | Рэймонд Фитч             |
| 1951      | ф   | Насаждающий закон                                | The Enforcer                                     | «Биг Бейб» Лазик         |
| 1951      | ф   | Сирокко                                          | Sirocco                                          | Балукджиян               |
| 1951      | ф   | —                                                | Mr. Belvedere Rings the Bell                     | Эмметт                   |
| 1951      | ф   | —                                                | The Guy Who Came Back                            | Бутс Муллинс             |
| 1951      | ф   | Модель и сваха                                   | The Model and the Marriage Broker                | Джордж Уикстед           |
| 1959      | тф  | Зеро Мостел                                      | Zero Mostel                                      | разные персонажи         |
| 1959      | тф  | Мир Шолома Алейхема                              | The World of Sholom Aleichem                     | Меламуд                  |
| 1959—1961 | с   | Пьеса недели                                     | The Play of the Week                             | Эстрагон / Меламед       |
| 1966      | ф   | Забавная история, случившаяся по дороге на форум | A Funny Thing Happened on the Way to the Forum   | Псевдол                  |
| 1968      | ф   | Продюсеры                                        | The Producers                                    | Макс Бялысток            |
| 1968      | кор | Полёт Валькирий                                  | Ride of the Valkyrie                             | нанятый шофёр            |
| 1968      | кор | —                                                | Children of the Exodus                           | рассказчик               |
| 1968      | ф   | Екатерина Великая                                | Great Catherine                                  | Григорий Потёмкин        |
| 1969      | ф   | Большое ограбление банка                         | The Great Bank Robbery                           | преподобный Пиус Блю     |
| 1970      | ф   | Ангел Левин                                      | The Angel Levine                                 | Моррис Мишкин            |
| 1970      | с   | Хохмы Роуэна и Мартина                           | Laugh-In                                         | приглашённый актёр       |
| 1972      | ф   | Краденый камень                                  | The Hot Rock                                     | Эйб Гринберг             |
| 1972—1977 | с   | Электрическая компания                           | The Electric Company                             | Спелл Байндер            |
| 1973      | тф  | —                                                | Old Faithful                                     | Рейнджер Зеппел          |
| 1973      | тф  | Сага Соноры                                      | Saga of Sonora                                   | Тяжёлый Гарри            |
| 1973      | ф   | —                                                | Once Upon a Scoundrel                            | Карлос дель Рефуджио     |
| 1973      | ф   | —                                                | Marco                                            | Хубилай                  |
| 1974      | ф   | Носорог                                          | Rhinoceros                                       | Джон                     |
| 1975      | ф   | —                                                | Foreplay                                         | президент / дон Паскуале |
| 1975      | ф   | Путешествие в страх                              | Journey Into Fear                                | Копелкин                 |
| 1975      | тф  | —                                                | The CBS Festival of Lively Arts for Young People | Джанни Скикки            |
| 1976      | ф   | —                                                | Mastermind                                       | инспектор Хоку Ичихара   |
| 1976      | ф   | Подставное лицо                                  | The Front                                        | Хеки Браун               |
| 1976      | мф  | —                                                | The Little Drummer Boy Book II                   | Брут                     |
| 1978      | мф  | Опаснейшее путешествие                           | Watership Down                                   | Кехаар                   |

## Работы в театре
| Год  | Русское название                                 | Оригинальное название                          | Роль             | Площадка                       |
| ---- | ------------------------------------------------ | ---------------------------------------------- | ---------------- | ------------------------------ |
| 1942 | Кафе «Корона»                                    | Cafe Crown                                     | меценат          | Cort Theatre, Бродвей          |
| 1942 | —                                                | Keep ’em Laughing                              | актёр            | 44th Street Theatre, Бродвей   |
| 1942 | —                                                | Top-Notchers                                   | актёр            | 44th Street Theatre, Бродвей   |
| 1945 | —                                                | Concert Varieties                              | актёр            | Ziegfeld Theatre, Бродвей      |
| 1946 | Праздник нищего                                  | Beggar’s Holiday                               | Хэмилтон Пичум   | театр «Бродвей», Бродвей       |
| 1952 | Бегство в Египет                                 | Flight Into Egypt                              | Глабб            | Music Box Theatre, Бродвей     |
| 1954 | Безумцы и любовники                              | Lunatics and Lovers                            | Дэн Кьюпид       | театр «Бродхерст», Бродвей     |
| 1957 | —                                                | Good as Gold                                   | док Пенни        | театр «Беласко», Бродвей       |
| 1958 | Улисс в ночном городе                            | Ulysses in Nighttown                           | Леопольд Блум    | Rooftop Theatre, Офф-Бродвей   |
| 1960 | Хороший суп                                      | The Good Soup                                  | крупье           | Plymouth Theatre, Бродвей      |
| 1961 | Носорог                                          | Rhinoceros                                     | Джон             | театр «Лонгакр», Бродвей       |
| 1962 | Забавная история, случившаяся по дороге на форум | A Funny Thing Happened on the Way to the Forum | Псевдол / Пролог | театр «Элвин», Бродвей         |
| 1964 | Скрипач на крыше                                 | Fiddler on the Roof                            | Тевье            | театр «Империал», Бродвей      |
| 1971 | Скрипач на крыше                                 | Fiddler on the Roof                            | Тевье            | театр «Маджестик», Бродвей     |
| 1974 | Улисс в ночном городе                            | Ulysses in Nighttown                           | Леопольд Блум    | Rooftop Theatre, Офф-Бродвей   |
| 1976 | Скрипач на крыше                                 | Fiddler on the Roof                            | Тевье            | Winter Garden Theatre, Бродвей |